# Eurygryllodes diminutus
Eurygryllodes diminutus är en insektsart som först beskrevs av Walker, F. 1869.  Eurygryllodes diminutus ingår i släktet Eurygryllodes och familjen syrsor. Inga underarter finns listade i Catalogue of Life.